# Katalin Parragh
Katalin Parragh (ur. 22 stycznia 1972 w Peczu) – węgierska judoczka. Olimpijka z Barcelony 1992, gdzie zajęła dwudzieste miejsce w wadze półlekkiej.
Uczestniczka mistrzostw świata w 1986 i 1989. Startowała w Pucharze Świata w 1989 i 1992. Srebrna medalistka mistrzostw Europy w 1988 i 1990 roku.

## Letnie Igrzyska Olimpijskie 1992
| Konkurencja | Eliminacje              | Klas. końcowa |
| Konkurencja | Przeciwnik I            | Miejsce       |
| ----------- | ----------------------- | ------------- |
| 52 kg       | Dominique Berna (FRA) P | 20.           |